# 草津警察署
草津警察署（くさつけいさつしょ）は、滋賀県警察が管轄する警察署の一つである。

## 所在地
- 滋賀県草津市野村三丁目1番11号[1]

## 管轄区域
- 草津市
- 栗東市

## 沿革
- 1954年（昭和29年）7月：警察法改正により市警察から滋賀県警察に統合となる。
- 1969年（昭和44年）10月：滋賀県立聾話学校の校舎跡地に旧庁舎が竣工[1]。
- 2021年（令和3年）9月21日 : 草津市野村三丁目に新庁舎が竣工[2]。旧庁舎は老朽化し、完成時の署員から3倍となっていたため狭あい化が問題となっていた[3]。

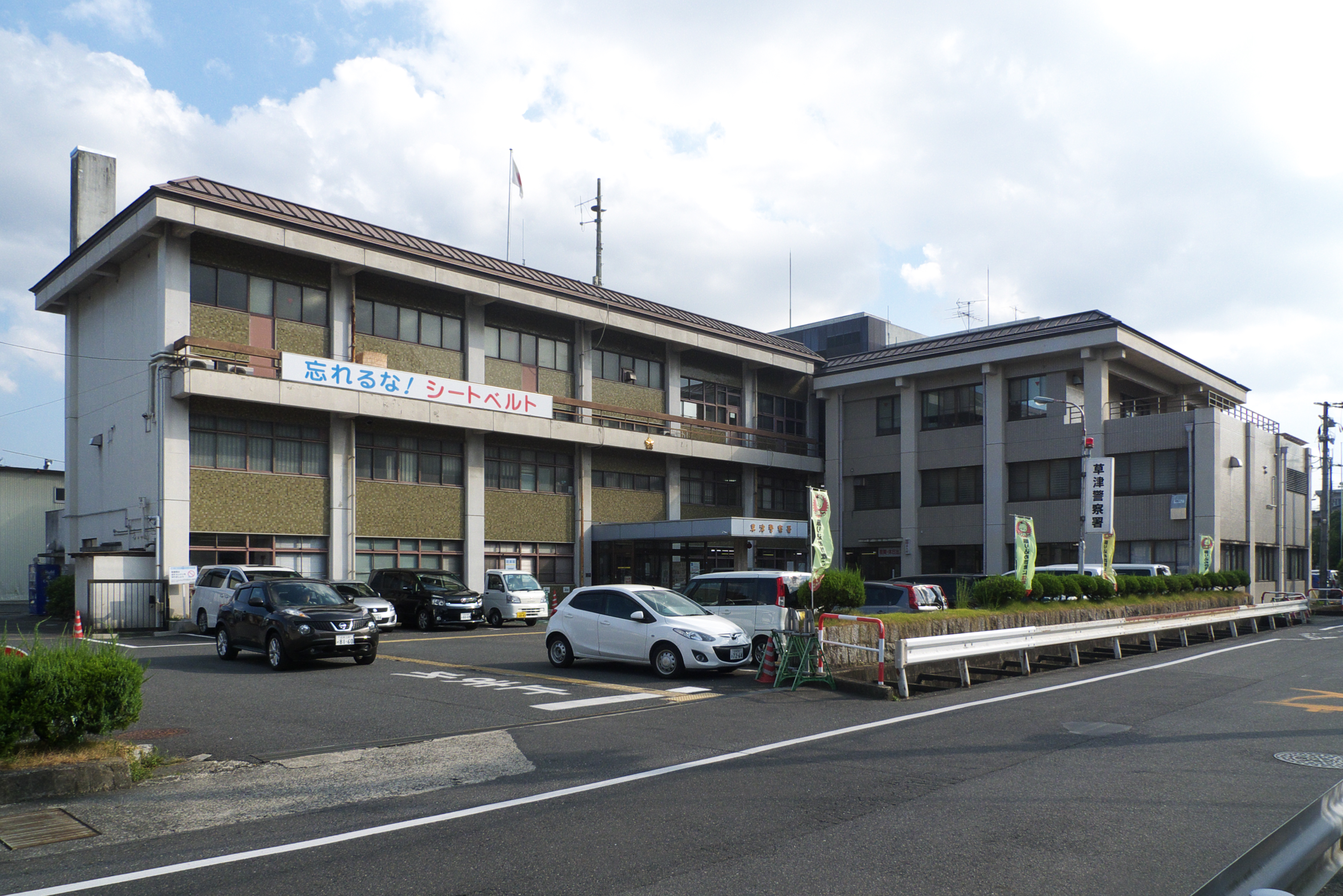
1969年から2021年まで使用されていた旧庁舎（草津市大路二丁目）

## 交番
（ ）の中は所在地

### 草津市
- 草津駅前交番（草津市渋川1丁目1番16号）
- 野村交番（草津市野村2丁目20番1号）
- 山田交番（草津市北山田町58番地）
- 南草津駅前交番（草津市野路1丁目15番1号）
- 志津交番（草津市青地町785番地7）
- 矢橋交番（草津市矢橋町470番地5 ）

### 栗東市
- 栗東駅前交番（栗東市綣2丁目6番7号）
- 手原駅前交番（栗東市手原4丁目1番1号）

## 駐在所
（ ）の中は所在地

### 草津市
- 笠縫警察官駐在所（草津市下笠町3021番地3）
- 常盤警察官駐在所（草津市片岡町201番地3）

### 栗東市
- 金勝警察官駐在所（栗東市御園1866番地）